# Eudorylas bilobus
Eudorylas bilobus är en tvåvingeart som först beskrevs av Hardy 1947.  Eudorylas bilobus ingår i släktet Eudorylas och familjen ögonflugor.
Artens utbredningsområde är New York. Inga underarter finns listade i Catalogue of Life.